# 中警察署
中警察署（なかけいさつしょ）は、愛知県警察が管轄する警察署の一つである。県内筆頭の大規模警察署であり、署長は警視正。署員数は約510名であり、全国4番目の規模を誇る。

## 所在地
- 名古屋市中区千代田二丁目23番18号

## 組織
- 警務課
  - 警務(第一係・第二係)
  - 住民サービス係
  - 留置管理係
- 会計課
  - 会計(第一係・第二係)
- 生活安全課
  - 生活安全(第一係・第二係)
  - 少年係
  - 保安(第一係～第三係)
- 地域課
  - 地域総務係
  - 地域(第一係～第三係)
  - 特別警戒隊
- 刑事課
  - 刑事総務係
  - 強行(第一係・第二係)
  - 盗犯(第一係・第二係)
  - 鑑識係
  - 知能(第一係・第二係)
- 組織犯罪対策課
  - 暴力(第一係・第二係)
  - 薬物銃器係
  - 国際捜査係
- 交通課
  - 交通総務係
  - 交通規制係
  - 指導取締係
  - 事故捜査係
- 警備課
  - 警備(第一係～第三係)
  - 実施係
  - 外事(第一係・第二係)
- 栄地区対策隊
  - 対策(第一係～第三係)

## 沿革
- 1877年（明治10年）1月 - 第一区第一方面第一分署第五巡査屯所として発足[1]。
- 1886年（明治19年）10月6日 - 橘町1丁目の武家屋敷を借用し、名古屋警察署所属橘町分署に昇格[2]。
- 1888年（明治21年）4月1日 - 門前町4丁目善篤寺堂宇を借用し、同門前町分署と改称[2]。
- 1896年（明治29年）4月1日 - 同所において庁舎を新築し、門前町警察署として独立を果たす[2]。
- 1900年（明治33年）4月1日 - 名古屋警察署門前町分署と改称[2]。巡査派出所を7箇所、駐在所を1箇所を設置する[2]。
- 1904年（明治37年）2月28日 - 門前町6の12・13番地において庁舎を新築する[2]。
- 1905年（明治38年）11月27日 - 門前町警察署として再独立[2]。
- 1927年（昭和2年）4月1日 - 門前警察署と改称[2]。
- 1930年（昭和5年）5月1日 - 裏門前町1の7番地において庁舎を新築[2]。
- 1944年（昭和19年）2月11日 - 中警察署と改称[2]。
- 1945年（昭和20年）9月25日 - 隣接の新栄警察署を統合[2]。
- 1948年（昭和23年）3月 - 自治体警察発足に伴い、名古屋市中警察署と改組[2]。
- 1955年（昭和30年）7月1日 - 自治体警察の廃止により、愛知県中警察署となる[2]。
- 1966年（昭和41年）3月31日 - 庁舎新築[2]。4月14日完工式、4月18日より業務開始[3]。

## 幹部交番
- 栄幹部交番（名古屋市中区錦三丁目22番23号）[4]

## 交番
（ ）の中は所在地
- 大津橋交番（名古屋市中区丸の内三丁目3番10号）[4]
- 南久屋交番（名古屋市中区新栄町二丁目9番地）[4]
- 池田交番（名古屋市中区栄四丁目19番19号）[4]
- 新栄交番（名古屋市中区新栄三丁目27番30号）[4]
- 公園前交番（名古屋市中区千代田五丁目24番4号）[4]
- 大須交番（名古屋市中区大須二丁目21番45号）[4]
- 広小路交番（名古屋市中区栄一丁目3番3号）[4]
- 矢場交番（名古屋市中区栄三丁目28番20号）[4]
- 松元交番（名古屋市中区千代田一丁目5番10号）[4]
- 橘交番（名古屋市中区富士見町9番11号）[4]
- 金山駅前交番（名古屋市中区金山一丁目17番21号）[4]

- 公園前交番（2015年2月）
- 池田交番（2015年6月）
- 南久屋交番

### かつて存在した交番
- 松原交番（橘二丁目）

2015年（平成27年）3月31日をもって廃止された。

## 駐在所
なし